# Jundiaí Chess Open
O Jundiaí Chess Open é uma competição de xadrez nacional localizada no município de Jundiaí, São Paulo, Brasil. O torneio é absoluto permitindo a participação de homens e mulheres como elegíveis a disputar este título, ocorrendo na modalidade de Rápidas (RPD).

## História
A história do Jundiaí Chess Open atrela-se ao Clube de Xadrez 13 de Agosto, cujos responsáveis e presidentes são os organizadores e fundadores do evento. O clube, localizado na Rua São Jorge, número 26, no Centro de Jundiaí, em São Paulo, já recebeu a presença do GM Mequinho para uma partida simultânea de xadrez, em 2023. Contou também, no mesmo ano, com a presença do GM Renato Quintiliano.
O Festival Chess Open de Jundiaí teve duas edições realizadas pela CBX (Confederação Brasileira de Xadrez) em parceria com a Escola de Xadrez de Jundiaí, resultando na sua primeira edição Open, e terceira do festival.  Propõe-se a ser o maior aberto de xadrez em número de competidos do Estado de São Paulo, consolidando-se como um polo regional do xadrez.

#### I Jundiaí Chess Open e o ano de 2024
O I Jundiaí Chess Open ocorreu em 5 de maio de 2024, contando com a participação da FM Juliana Terao. Teve seis rodadas. Neste mesmo ano, em janeiro, o Clube de Xadrez 13 de Agosto sediou a 2ª edição do Campeonato Jundiaiense de Xadrez, também conhecido como 'Torneio dos Campeões'. Nele utulizou-se o tabuleiro eletrônico DGT, próprio em campeonatos mundiais.
Também realizou, meses antes, o Torneio Gran Match de Xadrez, com a Faculdade de Medicina de Jundiaí. Após sete rodadas, o torneio terminou empatado. E pelos critérios de desempate, a equipe da faculdade foi a campeã. 

#### II Jundiaí Chess Open 2025
O Festival de jogos de tabuleiro de 2025, em Jundiaí, contou com a participação do GM Krikor Mekhitarian (que ficou na quarta posição, perdendo apenas uma partida: 5/6) e MF Juliano Terao.

## Dados estatísticos
O torneio acontece em um dia, em seis rodadas. Oferece 15 minutos + 5 segundos de acréscimo a cada 1 lance, por rodada, para cada enxadrista.
- ✓ Oferece pontos Rating FIDE
- ✓ Exige registro na CBX

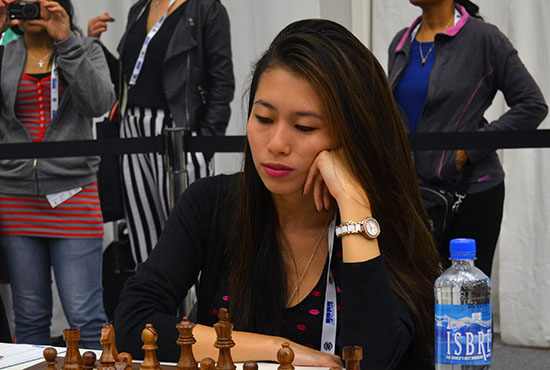
Juliana Terao, participante do I Jundiaí Chess Open 2024.

- ✓ Permite homens e mulheres de qualquer idade
- X Exige nacionalidade brasileira

| Nacionalidades que já disputaram o torneio (3) |
| ---------------------------------------------- |
| Argentina Brasil Venezuela                     |

## Lista dos campeões no absoluto
Abaixo a lista de campeões, vice-campeões e terceira posição do Jundiaí Chess Open.
| Ano  | Campeão                    | Ponts | Vice-campeão       | 3ª posição              | 4ª posição               | Ref.  |
| ---- | -------------------------- | ----- | ------------------ | ----------------------- | ------------------------ | ----- |
| 2024 | MN Leonardo M. Rodrigues   | 5,5/6 | Edson Kenji Tsuboi | Silvio Eduardo Oliveira | Caic Dos Santos Seccafim | [ 7 ] |
| 2025 | MF Silvio Eduardo Oliveira | 6/6   | IM Leandro Perdomo | NM Artur Nader Luz      | GM Krikor Mekhitarian    | [ 8 ] |